# Heaven and Hell (hudební skupina)
Heaven and Hell byla hudební formace složená z bývalé sestavy britské heavy metalové skupiny Black Sabbath, kterou tvořili Tony Iommi (kytara), Geezer Butler (basová kytara), Vinny Appice (bicí) a Ronnie James Dio (zpěv).
Skupina se rozhodla nevystupovat pod původním názvem, s ohledem na neúčast zpěváka Ozzyho na tomto projektu. Název zvolili podle prvního alba Heaven and Hell (1980), na kterém účinkoval jako zpěvák Dio po odchodu Ozzyho.
Skupina vydala jedno nové studiové album v roce 2009 a po Diově smrti na rakovinu žaludku v roce 2010 ukončila činnost.

## Členové
- Ronnie James Dio – zpěv
- Tony Iommi – kytara
- Geezer Butler – basová kytara
- Vinny Appice – bicí

### Spolupráce
- Scott Warren – klávesy (na koncertech mimo scény) (2007–2010)

## Diskografie
- Live from Radio City Music Hall (CD a DVD) (2007)
- The Devil You Know (CD) (2009)

## Heaven and Hell v Česku
- 25. června 2007 – Sportovní hala Fortuna – Praha